# Saint-Lary-Soulan

Saint-Lary-Soulan este o comună în departamentul Hautes-Pyrénées din sudul Franței. În 2009 avea o populație de 946 de locuitori.

## Evoluția populației
| An        | 1975 | 1982 | 1990  | 1999  | 2006  | 2009 |
| --------- | ---- | ---- | ----- | ----- | ----- | ---- |
| Populație | 710  | 921  | 1.108 | 1.024 | 1.073 | 946  |